# Adonisea baueri
Adonisea baueri là một loài bướm đêm trong họ Noctuidae.